# Asumaamaa
Asumaamaa är ett naturreservat i Övertorneå kommun i Norrbottens län.
Området är naturskyddat sedan 2016 och är 0,7 kvadratkilometer stort. Reservatet omfattar bergryggen Asumaamaa. Reservatet består av tallskog högst upp och granskog längre ner.